# Yūto Tsunashima
Yūto Tsunashima (綱島 悠斗?, Tsunashima Yūto; Kanagawa, 15 agosto 2000) è un calciatore giapponese, difensore o centrocampista del Tokyo Verdy  e della nazionale giapponese.

## Caratteristiche tecniche
Di piede destro, è un mediano dotato di buona fisicità.

## Carriera

### Club
Ha sempre giocato nel campionato di casa, indossando la maglia del Tokyo Verdy.

### Nazionale
Viene convocato per la prima volta in nazionale maggiore da Hajime Moriyasu nel luglio 2025, in vista delle gare di Coppa dell'Asia orientale 2025 contro Hong Kong, Cina e Corea del Sud.

## Statistiche

### Cronologia presenze e reti in nazionale
| Cronologia completa delle presenze e delle reti in nazionale ― Giappone | Cronologia completa delle presenze e delle reti in nazionale ― Giappone | Cronologia completa delle presenze e delle reti in nazionale ― Giappone | Cronologia completa delle presenze e delle reti in nazionale ― Giappone | Cronologia completa delle presenze e delle reti in nazionale ― Giappone | Cronologia completa delle presenze e delle reti in nazionale ― Giappone | Cronologia completa delle presenze e delle reti in nazionale ― Giappone | Cronologia completa delle presenze e delle reti in nazionale ― Giappone |
| Data                                                                    | Città                                                                   | In casa                                                                 | Risultato                                                               | Ospiti                                                                  | Competizione                                                            | Reti                                                                    | Note                                                                    |
| ----------------------------------------------------------------------- | ----------------------------------------------------------------------- | ----------------------------------------------------------------------- | ----------------------------------------------------------------------- | ----------------------------------------------------------------------- | ----------------------------------------------------------------------- | ----------------------------------------------------------------------- | ----------------------------------------------------------------------- |
| 12-7-2025                                                               | Yongin                                                                  | Giappone                                                                | 2 – 0                                                                   | Cina                                                                    | Coppa dell'Asia orientale 2025                                          | -                                                                       |                                                                         |
| Totale                                                                  |                                                                         | Presenze                                                                | 1                                                                       |                                                                         | Reti                                                                    | 0                                                                       |                                                                         |